# Metropolitan Line
| Linienführung in Greater London, Hertfordshire und Buckinghamshire |                      |
| Streckenlänge:                                                     | 66,7 km              |
| Spurweite:                                                         | 1435 mm (Normalspur) |
|                                                                    |                      |
| Linienfarbe                                                        | Purpurrot            |
| Eröffnungsjahr                                                     | 1863                 |
| Linientyp                                                          | Unterpflasterbahn    |
| Stationen                                                          | 34                   |
| Depot                                                              | Neasden              |
| Fahrzeuge                                                          | S Stock              |
| Fahrgäste                                                          | 66.779.000 (2011/12) |

Die Metropolitan Line ist eine U-Bahn-Linie der London Underground, die Aldgate in der City of London mit Amersham verbindet; Zweigstrecken führen nach Chesham, Uxbridge und Watford. Sie ist 66,7 km lang und bedient 34 Stationen in Greater London sowie in nordwestlich daran angrenzenden Regionen. Den Abschnitt zwischen Aldgate und Baker Street teilt sie mit der Circle Line, jenen zwischen Rayners Lane und Uxbridge mit der Piccadilly Line und den zwischen Harrow und Amersham mit der Eisenbahngesellschaft Chiltern Railways. Neben der Central Line ist die Metropolitan Line die einzige Underground-Linie, die die Grenze von Greater London überschreitet.
1863 nahm die Metropolitan Railway die weltweit erste U-Bahn zwischen Paddington und Farringdon in Betrieb. Zur wichtigsten Strecke entwickelte sich diejenige nordwestlich von Baker Street in den ländlichen Raum der Grafschaften Middlesex, Hertfordshire und Buckinghamshire. Die zentrumsnahen Streckenabschnitte wurden bis 1907 elektrifiziert, jenseits von Harrow verkehrten aber bis 1961 weiterhin mit Dampflokomotiven bespannte Züge. Nachdem die Metropolitan Railway 1933 im London Passenger Transport Board aufgegangen war, wurde die Strecke schrittweise verkürzt. Seit 1990 wird die zuvor zur Metropolitan Line gehörende Strecke zwischen Hammersmith und Barking als Hammersmith & City Line eigenständig geführt.
Zwischen Aldgate und Finchley Road ist die Strecke als Unterpflasterbahn ausgeführt und verläuft somit unmittelbar unter der Erdoberfläche. Neun von 34 Stationen liegen im Tunnel. Der Großteil der Linie ist zweigleisig, mit Ausnahme des eingleisigen Abzweigs nach Chesham und einem viergleisigen Abschnitt zwischen Wembley Park und Moor Park. Auch der Abschnitt zwischen Wembley Park und Finchley Road ist viergleisig; dort werden jedoch die inneren Gleise von den Zügen der Jubilee Line befahren (seit 1979; von 1939 bis 1979 durch die Bakerloo Line).
Es gab Planungen, die Zweigstrecke nach Watford über den Croxley Rail Link nach Watford Junction umzuleiten. Die Bauarbeiten sollten 2016 beginnen und 2020 abgeschlossen sein. Die Umsetzung ist aber letztlich an der Finanzierung gescheitert.

## Geschichte

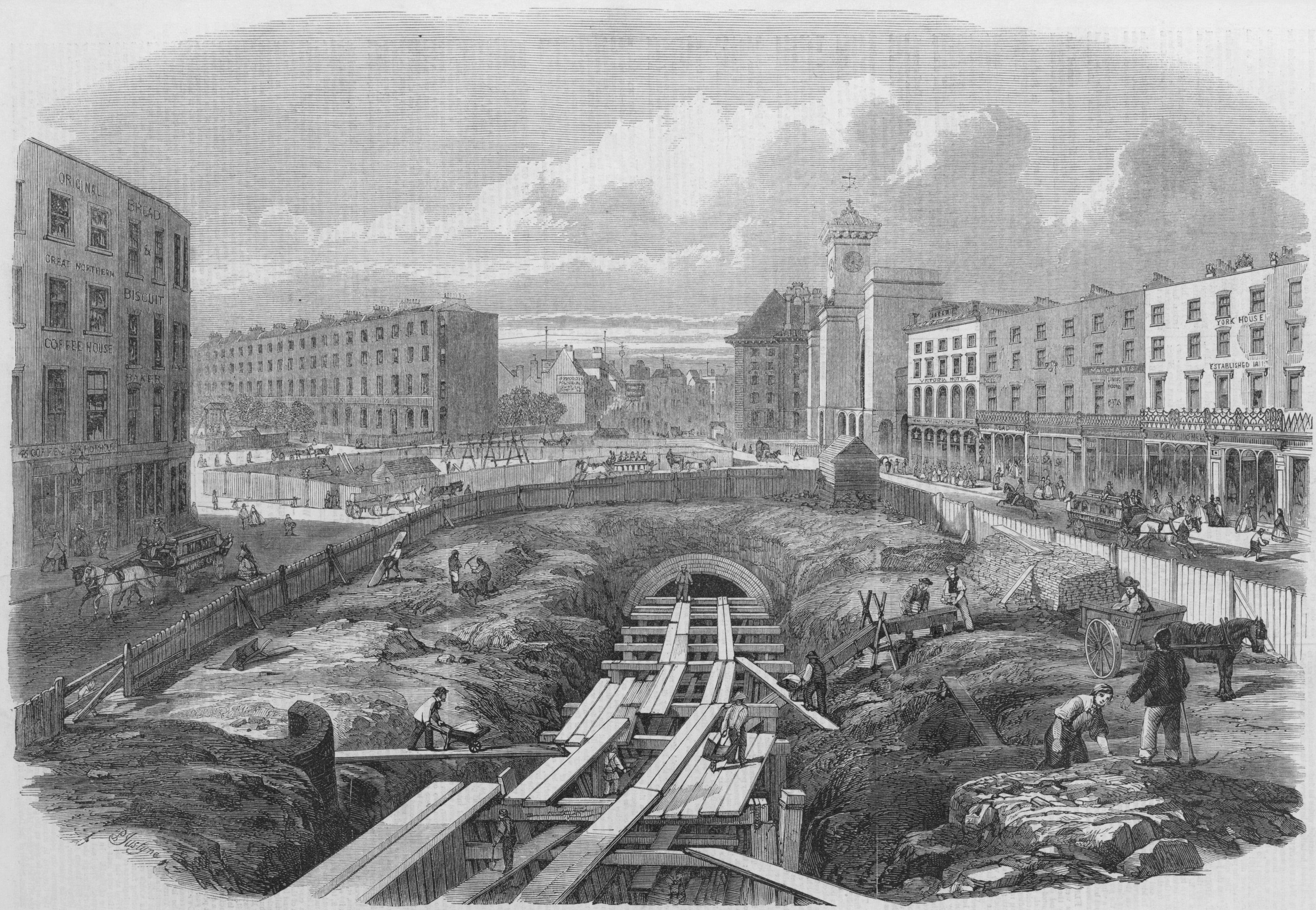
Bau der Metropolitan Railway nahe King’s Cross, 1861

### Metropolitan Railway
Die Metropolitan Railway (auch als Met bekannt), war eine Bahngesellschaft, die von 1863 bis 1933 Personen- und Güterverkehr in London und in den nordwestlichen Vororten durchführte. Nach jahrelangem Lobbyieren durch den Juristen Charles Pearson begannen im Mai 1860 die Bauarbeiten an der ersten Strecke. Diese verband die Bahnhöfe Paddington, Euston und King’s Cross mit der City of London. Zwischen Paddington und King’s Cross entstand sie in offener Bauweise unter der New Road, anschließend bis Farringdon in Einschnitten und einem kurzen Tunnel. Die Eröffnung erfolgte am 10. Januar 1863, wobei die Züge aus Dampflokomotiven und hölzernen Waggons zusammengesetzt waren. Dieses Teilstück gilt allgemein als älteste U-Bahn der Welt.
In den ersten sechs Jahren war die Strecke sowohl mit Regel- als auch mit Breitspurgleisen ausgerüstet. Auf letztgenannten verkehrten zunächst Züge der Great Western Railway. Die Zusammenarbeit endete nach einem halben Jahr aufgrund erheblicher Meinungsverschiedenheiten. Daraufhin musste die Met von der Great Northern Railway Rollmaterial anmieten, bis die erste eigene Bestellung ausgeliefert war. Zwischen 1865 und 1871 entstanden östlich von King’s Cross die so genannten Widened Lines, um parallel zur Metropolitan Railway auch anderen Bahngesellschaften den Zugang zur City of London zu ermöglichen. Bald wurde die Strecke an beiden Enden sowie nordwärts ab Baker Street verlängert. Die Met erreichte 1864 Hammersmith und 1877 Richmond.
Eine Parlamentskommission empfahl, die Stammstrecke der Met an beiden Enden zu verlängern, so dass daraus eine Ringlinie entstünde. Um die Finanzierung der südlichen Hälfte des Rings sicherzustellen, wurde eine zweite Gesellschaft gegründet, die District Railway. Mit der Fertigstellung des Abschnitts zwischen Mansion House und Aldgate im Jahr 1884, inklusive eines Abzweigs nach Whitechapel, war nach zwanzig Jahren der Inner Circle rund um das Stadtzentrum fertiggestellt. Ursprünglich war vorgesehen gewesen, die District mit der Met zu fusionieren. Doch die Beziehungen verschlechterten sich unter der Führung von Edward Watkin zunehmend und die District blieb eigenständig. Beide Gesellschaften befuhren den gesamten Ring und lieferten sich einen harten Konkurrenzkampf. Zur wichtigsten Strecke entwickelte sich die sogenannte Extenion Line, eine Strecke nach Nordwesten in den ländlichen Raum von Middlesex, wo sie die Entwicklung mehrerer neuer Vorstädte stimulierte. Harrow wurde 1880 erreicht und schließlich reichte die Strecke im Jahr 1899 bis nach Verney Junction, nordöstlich von Oxford gelegen und mehr als 80 Kilometer von der Baker Street entfernt. Ab dem späten 19. Jahrhundert teilte sich die Metropolitan Railway die Gleise mit der Great Central Railway, die dadurch den Zugang zu ihrem Bahnhof Marylebone in London erhielt.

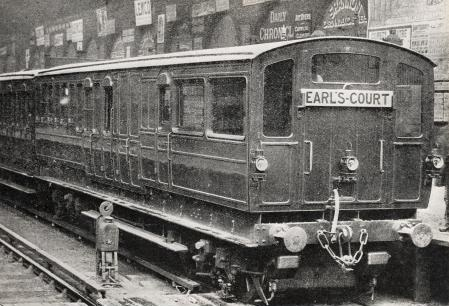
Elektrischer Versuchszug (1900)

Die Inbetriebnahme konkurrierender Röhrenbahnen führte im Zentrum Londons zu einem markanten Fahrgastschwund. Met und District reagierten darauf, indem sie im Jahr 1900 zwischen Earl’s Court und High Street Kensington einen elektrischen Testbetrieb einrichteten. Als Ergebnis dieser Versuche entschied sich ein gemeinsames Komitee beider Gesellschaften für einen Betrieb mit Wechselstrom und Oberleitung. Als jedoch die Underground Electric Railways Company of London (UERL) die District Railway übernahm, gab es Meinungsverschiedenheiten. Die UERL wurde von Charles Tyson Yerkes angeführt, der aufgrund seiner Erfahrungen in den USA ein Gleichstromsystem mit Stromschiene bevorzugte. Nach einer Schlichtungsverhandlung einigten sich beide Gesellschaften auf dieses System. In den Jahren 1905/06 erfolgte die Elektrifizierung des Netzes in Zentrumsnähe sowie der Strecke von Baker Street über Harrow nach Uxbridge.
Im Gegensatz zu anderen britischen Bahngesellschaften erschloss die Met entlang ihrer Strecken Grundstücke für den Bau von Wohnsiedlungen, womit sie direkt von der daraus resultierenden Wertsteigerung profitieren konnte. Nach dem Ersten Weltkrieg führte sie zu diesem Zweck gezielte Werbekampagnen unter dem Markennamen Metro-land durch. Auf diese Weise förderte sie die Entstehung neuer Vorstädte. Zwei neue Zweigstrecken nach Watford und Stanmore, die in den Jahren 1925 und 1932 eröffnet wurden, waren von Anfang an elektrifiziert, während auf den Streckenabschnitten nordwestlich von Rickmansworth weiterhin Dampfzüge verkehrten.

### London Underground
Am 1. Juli 1933 ging die Metropolitan Railway zusammen mit anderen U-Bahn-, Straßenbahn- und Busgesellschaften im London Passenger Transport Board (LPTB), der unter dem Markennamen London Transport auftrat. Aus dem Netz der Met wurde die Metropolitan Line von London Underground. Der LPTB wollte sich auf den Personenverkehr konzentrieren und war nicht am Gütertransport interessiert. Sie stellte am 2. Juli 1934 die Paketbeförderung ein und schloss am 30. Juni 1936 den Güterschuppen an der Vine Street (nahe der Station Farringdon). Am 1. November 1937 übernahm die London and North Eastern Railway (LNER) den gesamten Güterverkehr. Zum selben Zeitpunkt übernahm die LNER den Betrieb der Personenzüge mit Dampflokomotiven nordwestlich von Rickmansworth. Der letzte Zug auf der Zweigstrecke nach Brill verkehrte am 30. November 1935, zwischen Aylesbury und Verney Junction wurde der Betrieb am 2. April 1936 eingestellt. Von 1943 bis 1948 befuhren die Züge der Metropolitan Line vorübergehend wieder den Abschnitt zwischen Aylesbury und Quainton Road.
Die District Line war östlich von Whitechapel überlastet, weshalb einige Metropolitan-Züge ab 1936 weiter bis nach Barking verkehrten. Zunächst handelte es sich dabei um Sechswagenzüge der Hammersmith & City Line, die von der East London Line umgeleitet wurden. Ab 1939 waren es dann Sechswagenzüge ab Uxbridge, die ab Aldgate weiter nach Osten verkehrten. Dies verursachte jedoch betriebliche Probleme, sodass Barking ab 1941 wieder von Zügen aus Hammersmith bedient wurde. Durchgehende Züge zur East London Line über die St-Mary’s-Kurve wurden im November 1939 eingestellt. Die vom übrigen Netz isolierte Great Northern & City Railway zwischen Moorgate und Finsbury Park, die 1913 von der Metropolitan Railway übernommen worden war, erhielt die Bezeichnung Northern City Line und war ab 1937 betrieblich Teil der Northern Line.

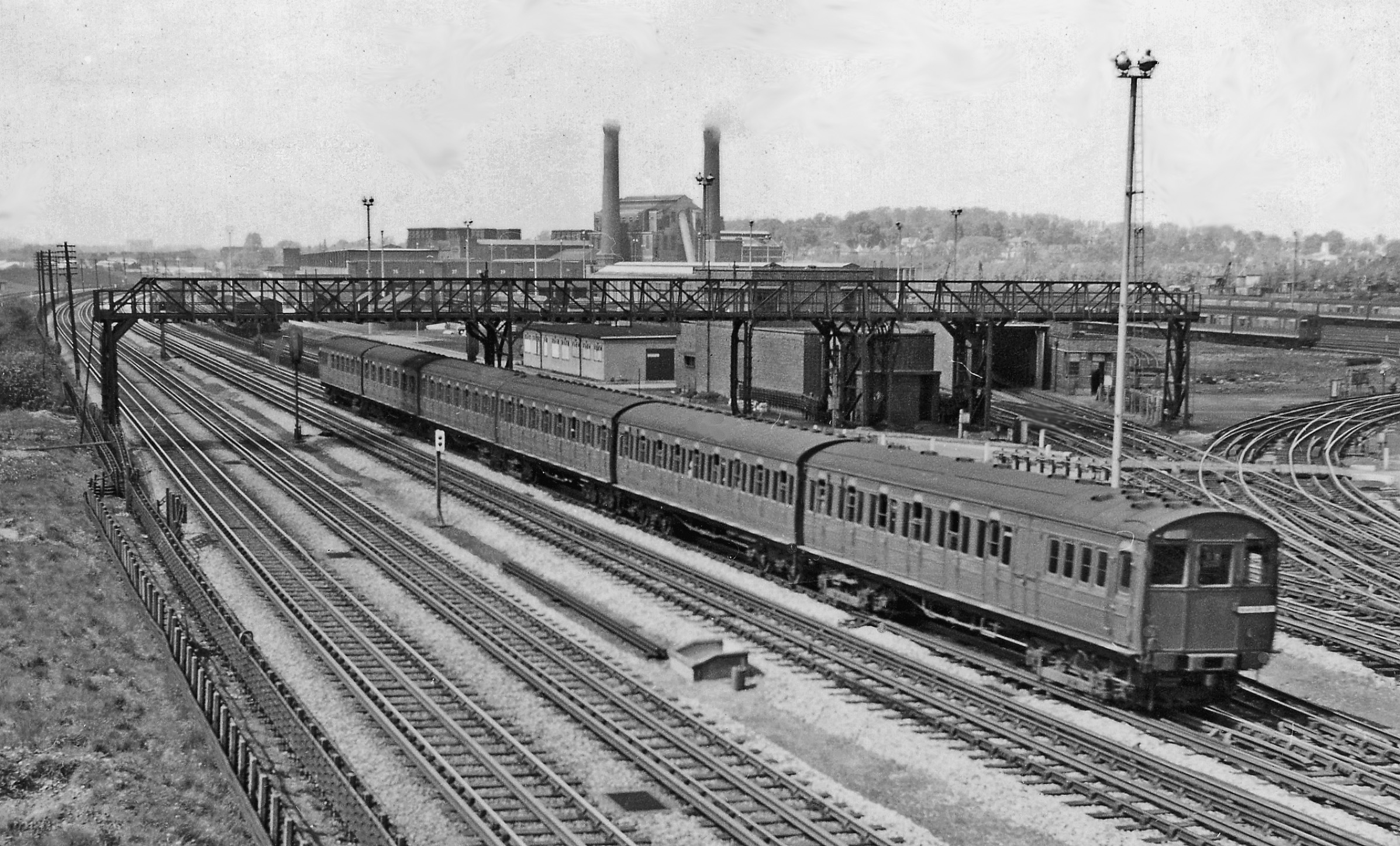
Betriebswerk Neasden (1959)

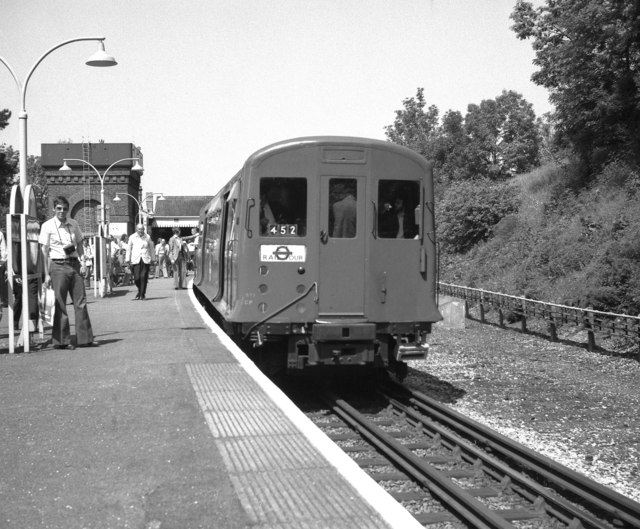
Station Chesham (1977)

Das 1935 beschlossene New Works Programme löste umfangreiche Baumaßnahmen aus, wie z. B. den Neubau der Bahnhöfe Rayners Lane, Eastcote, Ruislip Manor und Uxbridge. Es existierte noch ein Flaschenhals bei Finchley Road, wo sich die viergleisige Strecke in Richtung Baker Street auf zwei Gleise verengte. Der LPTB beschloss, die Bakerloo Line durch neue, parallel dazu verlaufende Tunnelröhren zu führen; ebenso sollte sie die dort gelegenen Zwischenstationen bedienen und die Zweigstrecke nach Stanmore übernehmen. Drei bestehende Stationen der Metropolitan Line wurden durch zwei neue der Bakerloo Line ersetzt. Zwischen Wembley Park und Finchley Road waren Bahnsteigumbauten erforderlich und die Verzweigung bei Wembley Park wurde als Überwerfungsbauwerk neu errichtet. Die Arbeiten begannen im April 1936 und am 2. November 1939 fuhren die Züge der Bakerloo Line erstmals nach Stanmore. Es bestand die Absicht, den Bahnhof Harrow von vier auf sechs Gleise zu erweitern, wodurch die LNER dort einen eigenen Bahnsteig erhalten hätte, doch der Ausbruch des Zweiten Weltkriegs unterbrach die Arbeiten.
In den 1930er Jahren war auch der vollständige Neubau des Abschnitts zwischen Wembley Park und Amersham geplant, der sich aber um mehr als zwei Jahrzehnte verzögerte und erst in den Jahren 1956 bis 1962 ausgeführt werden konnte. Der viergleisige Streckenabschnitt reichte nun bis Moor Park. Damit verbunden war am 12. September 1960 auch die Elektrifizierung zwischen Rickmansworth und Amersham sowie auf der Zweigstrecke nach Chesham. Der letzte mit einer Dampflokomotive bespannte U-Bahn-Zug verkehrte am 9. September 1961. Am folgenden Tag übernahm British Rail den Betrieb auf dem letzten nichtelektrifizierten Abschnitt zwischen Amersham und Aylesbury und setzte dafür Dieseltriebzüge ein. Auf der Chesham-Zweigstrecke verkehrte ein einzelner Vier-Wagen-Pendelzug. 1972 war dafür erstmals die Einführung des Einmannbetriebs vorgeschlagen worden, doch verzögerte sich die Einführung aufgrund von Auseinandersetzungen mit Gewerkschaften bis 1986.
Obwohl die East London Line seit 1939 isoliert durch Pendelzüge betrieben wurde, wurde sie bis 1968 auf den Underground-Netzplänen als Teil der Metropolitan Line dargestellt. Der früher ebenfalls als Teil der Metropolitan Line betriebene Zuglauf zwischen Hammersmith und Whitechapel (während der Hauptverkehrszeit bis Barking) wird seit 1990 als Hammersmith & City Line bezeichnet und selbstständig betrieben. Seitdem beschränkt sich die Metropolitan Line auf die Strecke Aldgate – Baker Street und die nordwestlich daran anschließenden Strecken nach Amersham, Chesham, Uxbridge und Watford.
2003 wurde die Infrastruktur im Rahmen einer öffentlich-privaten Partnerschaft teilprivatisiert und an das Metronet-Konsortium übertragen. Metronet ging 2007 in Konkurs, woraufhin Transport for London (TfL) die Verantwortung für die Instandhaltung übernahm. 2010 verringerte TfL die Anzahl der Züge nach Amersham auf zwei je Stunde und führte gleichzeitig direkte Züge von Chesham nach London ein, die die bisherigen Pendelzüge ersetzten.
Transport for London und die Grafschaftsverwaltung von Hertfordshire planten eine Verlegung der Watford-Strecke (Croxley Rail Link). Da die Endstation Watford etwas abseits liegt, sollte die Strecke nach Watford Junction, dem wichtigsten Bahnhof von Watford, verlegt werden. Das Projekt scheiterte in den 2010er Jahren.

## Strecke
Die Metropolitan Line ist 66,7 Kilometer lang und bedient 34 Stationen. Sie ist mit Gleichspannung elektrifiziert, bestehend aus einer von oben bestrichenen Stromschiene in Gleismitte mit −210 V gegen Erde und einer seitlichen, ebenfalls von oben bestrichenen Stromschiene mit +420 V, was eine potenzielle Differenz von 630 V ergibt. Die ersten 9,7 km zwischen Aldgate und Finchley Road verlaufen im Tunnel, wobei der Abschnitt bis Baker Street mit der Circle Line und der Hammersmith & City Line geteilt wird. Zwischen Finchley Road und Wembley Park verläuft die Strecke parallel zur Jubilee Line (paarweise angeordnete Richtungsgleise), mit Umsteigemöglichkeiten am selben Bahnsteig an den genannten Stationen. Bei Wembley Park zweigt die Jubilee Line mittels eines Überwerfungsbauwerkes in Richtung Stanmore ab. Ab Finchley Road verlaufen die vier Gleise parallel zu der von Marylebone her kommenden Chiltern Main Line.

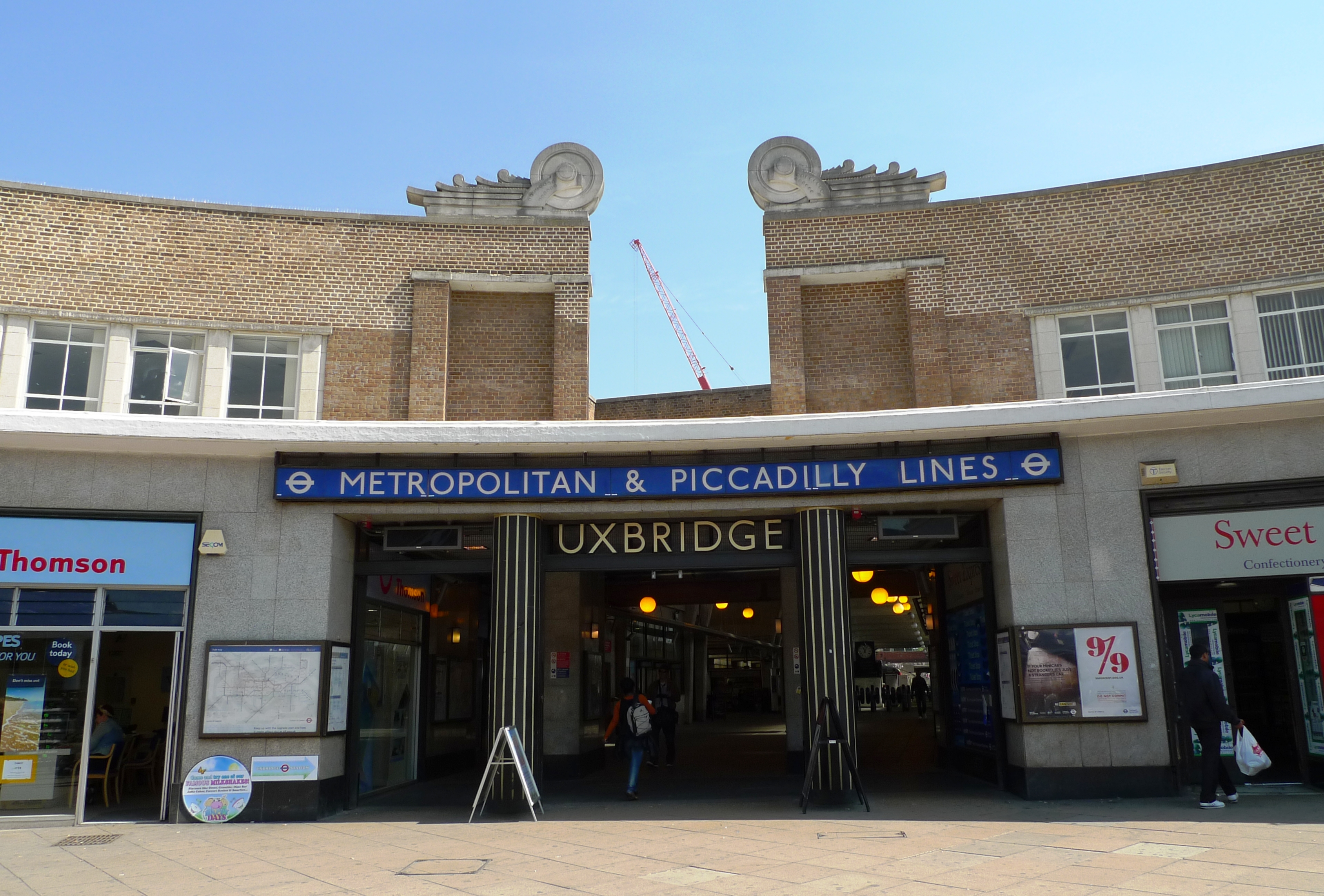
Station Uxbridge

Zwischen Wembley Park und Harrow-on-the-Hill ist die Metropolitan Line weiterhin viergleisig, ebenfalls mit paarweise angeordneten Richtungsgleisen, parallel zur zweigleisigen und nichtelektrifizierten Chiltern Main Line. Die Lokalgleise liegen zwischen den Expressgleisen und die beiden Zwischenstationen verfügen über Mittelbahnsteige. Harrow-on-the-Hill besitzt Bahnsteige für alle Züge. Hier zweigt niveaufrei die 12,1 km lange Zweigstrecke nach Uxbridge ab; nach Rayners Lane teilt sie diese mit der Piccadilly Line.
Die Hauptstrecke ist zwischen Harrow-on-the-Hill und Moor Park ebenfalls viergleisig und nach Nutzungsart gepaart. Die westlichen Expressgleise werden auch von den Chiltern-Zügen von Marylebone genutzt, die östlichen Lokalgleise besitzen Seitenbahnsteige an den Zwischenstationen. Westlich von Moor Park folgt das Gleisdreieck Watford Triangle, wo die zweigleisige Zweigstrecke nach Watford abzweigt. Zwischen dem Watford Triangle und Amersham ist die Hauptstrecke zweigleisig. In Chalfont & Latimer beginnt eine 6,26 km lange, eingleisige Zweigstrecke nach Chesham. Die Metropolitan Line endet in Amersham, wo sich unmittelbar nach den Bahnsteigen Rangiergleise befinden. Die restliche Strecke nach Aylesbury ist den Zügen von Chiltern Railways vorbehalten.

## Fahrplan

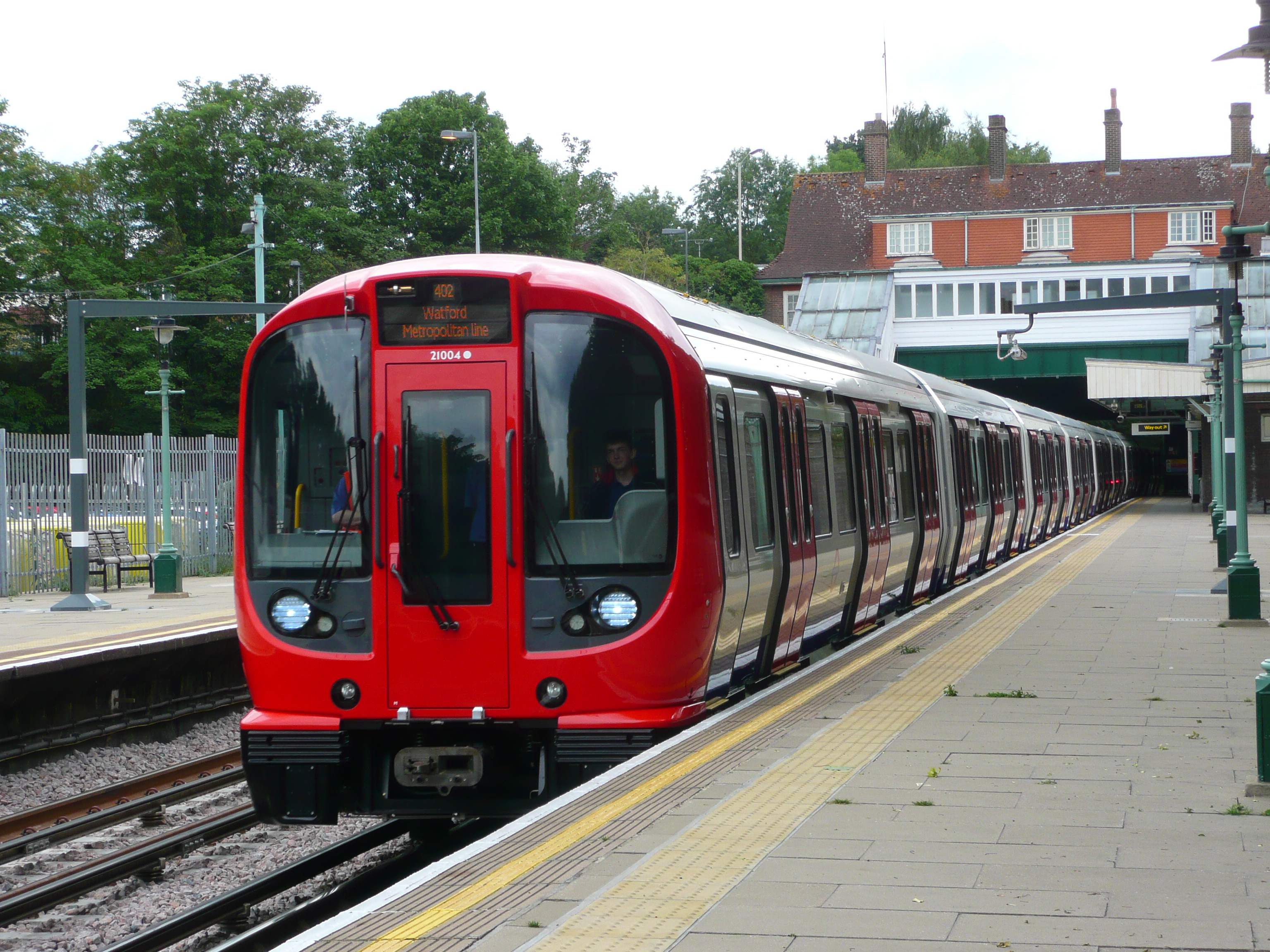
Ankunft eines Zuges in Croxley

Die Metropolitan Line ist eine Linie der London Underground, auf der Expresszüge verkehren, die mehrere Zwischenstationen ohne Halt passieren. Folgende Zugläufe existieren:
- Amersham – Aldgate: 2 Züge/Std.
- Chesham – Aldgate: 2 Züge/Std.
- Watford – Baker Street: 4 Züge/Std.
- Uxbridge – Aldgate: 8 Züge/Std.

Dies ergibt einen Grundtakt von 16 Zügen/Std. zwischen Harrow-on-the-Hill und Baker Street und von 12 Zügen/Std. (ein Zug alle 5 min) zwischen Baker Street und Aldgate, zusammen mit den anderen beiden Linien auf diesem Abschnitt also 24 Züge/Std. Während der Hauptverkehrszeit wird der Takt verdichtet. Einige Züge nach Amersham und Chesham halten während der Hauptverkehrszeit zwischen Finchley Road und Moor Park nur in Harrow-on-the-Hill. Chiltern Railways betreibt darüber hinaus zwei Züge je Stunde von Amersham nach Marylebone.

## Fahrzeuge

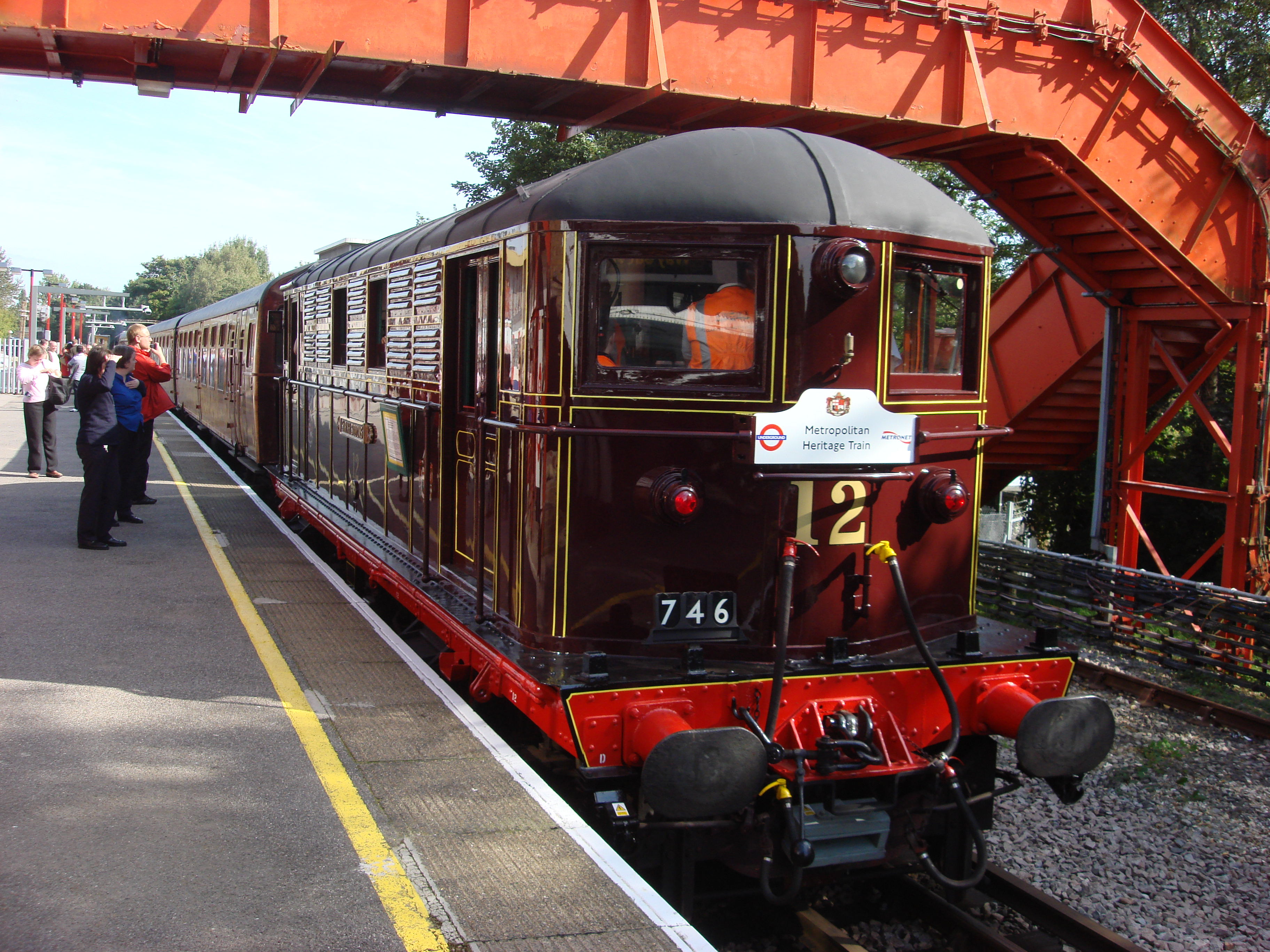
Elektrische Lokomotive Nr. 12 Sarah Siddons

### Elektrische Lokomotiven
London Transport (LT) übernahm von der Metropolitan Railway jene 20 elektrischen Lokomotiven (Leistung: 890 kW), mit denen auf den elektrifizierten Abschnitten südlich von Rickmansworth die Personenzüge bespannt worden waren. Sie blieben bis zur Einführung der Baureihe A Stock im Jahr 1961 im Einsatz. Zwei Lokomotiven sind erhalten geblieben: Die Lokomotive 5 „John Hampden“ wird im London Transport Museum ausgestellt, die Lokomotive 12 „Sarah Siddons“ ist betriebsfähig und kommt bei Nostalgiefahrten zum Einsatz.

### Dampflokomotiven
Anfangs betrieb die Metropolitan Railway die Extension Line mit 2’B-Tenderlokomotiven der Klassen A und B von Beyer, Peacock & Co., die auch auf dem Inner Circle fuhren. Diese bewährten sich jedoch nicht für höhere Geschwindigkeiten, da sie dabei starke Laufunruhe entwickelten, die sich auch auf die verwendeten Zweiachswagen übertrug. Die Schwingungen waren so stark, dass die Fahrgäste oft Probleme hatten, ihre Sitze zu halten. Abgesehen davon boten diese Lokomotiven ohne Führerhaus keinen Wetterschutz für das Personal.
Um die Situation zu verbessern, beschaffte die Metropolitan Railway 1891 vier B2’-Tenderlokomotiven mit Innentriebwerk. Diese waren leicht modifizierte Versionen der von James Stirling entworfenen Q-Klasse der South Eastern Railway (SER). Die von Neilson & Company gebauten Lokomotiven wurden der Klasse C zugewiesen. Dies waren die ersten Lokomotiven der Met mit Führerhaus.

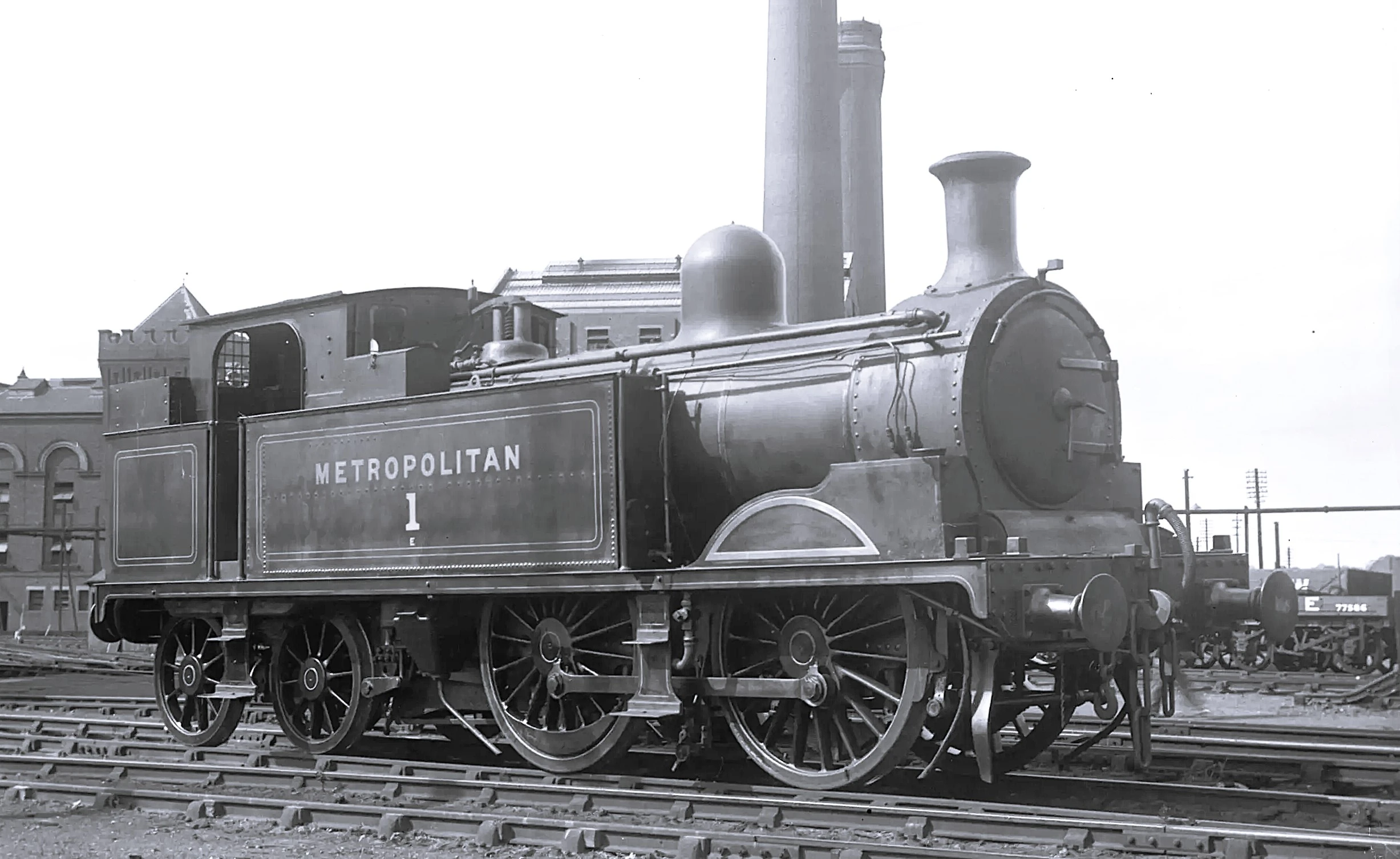
Met-Klasse E Nr. 1

Aufgrund der Erfahrungen mit der Klasse C entwarf Thomas Foster Clark die Klasse E – eine leistungsfähigere Variante der Klasse C. Insgesamt wurden sieben Lokomotiven gebaut, drei von der bahneigenen Werkstatt in Neasden und vier von der Hawthorn, Leslie & Company in Newcastle upon Tyne. Bis auf die erhaltene Nummer 1 wurden alle 1941 ausgemustert.
Um den wachsenden Güterverkehr auf der Extension Line bewältigen zu können, erhielt die Met 1901 vier C1’-Tenderlokomotiven der Klasse F. Bis auf das Fahrwerk waren diese ähnlich der Klasse E, besaßen jedoch keine Dampfheizung. 1897 und 1899 erhielt die Met zwei Dreikuppler-Satteltanklokomotiven nach einer Standardkonstruktion von Peckett. Diese Lokomotiven wurden keiner Klasse zugeordnet. Sie wurden im Rangierdienst in Neasden und Harrow eingesetzt.

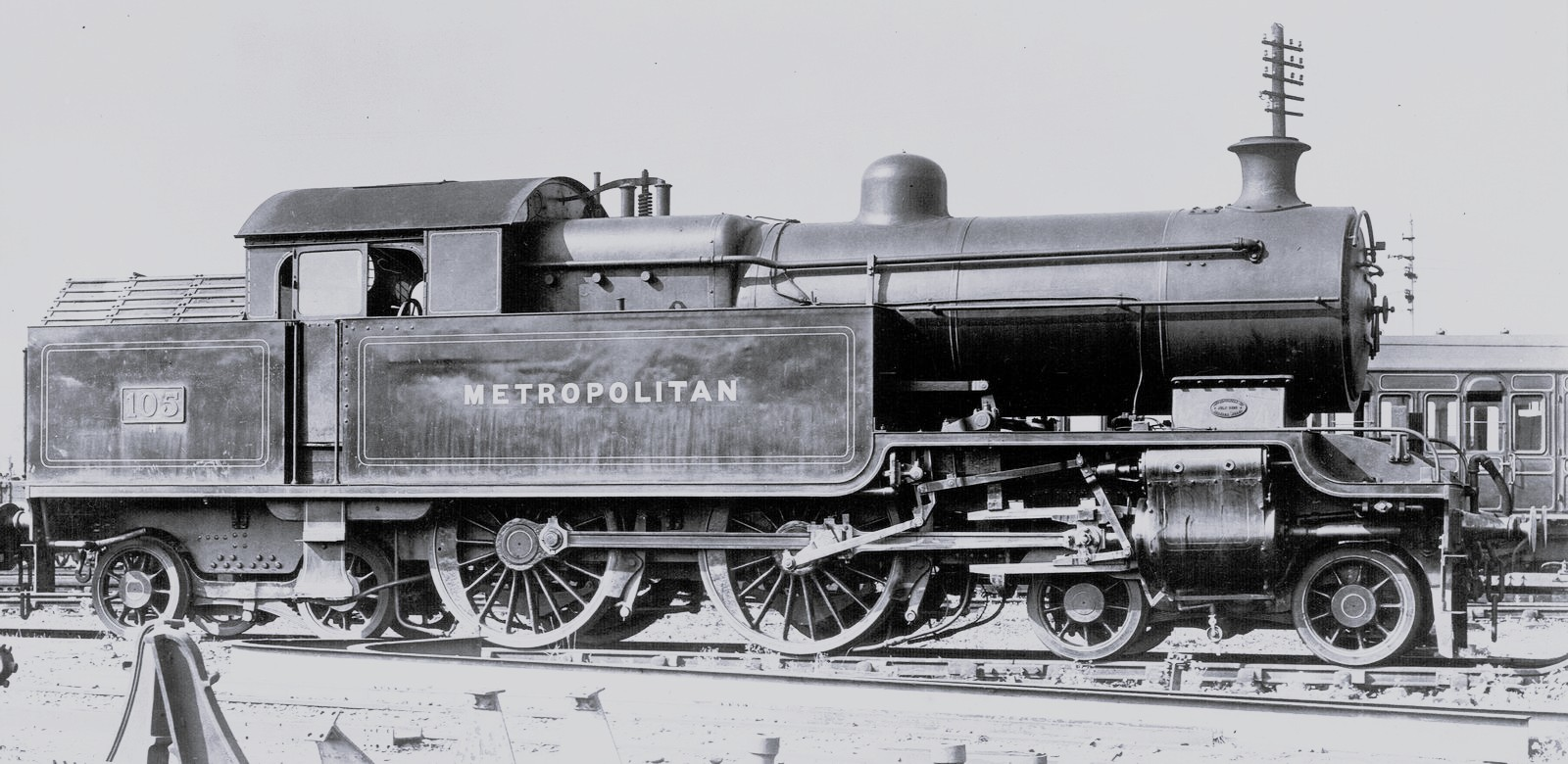
Met-Klasse H

Der Bedarf an leistungsfähigeren Lokomotiven sowohl für den Personen- und Güterverkehr führte 1915 dazu, dass vier C2’-Tenderlokomotiven der Klasse G von der Yorkshire Engine Co. beschafft wurden. Zwischen 1920 und 1921 wurden acht 2’B2’-Tenderlokomotiven der Klasse H gebaut, die eine Geschwindigkeit von 121 km/h erreichten, und hauptsächlich im Eilzugverkehr eingesetzt wurden. Für den Güterverkehr wurden 1925 sechs 1’C2’-Tenderlokomotiven der Klasse K in Dienst gestellt. Sie waren aus 1’C-Lokomotiven umgebaut worden, die nach dem Ersten Weltkrieg in Woolwich Arsenal hergestellt worden waren.

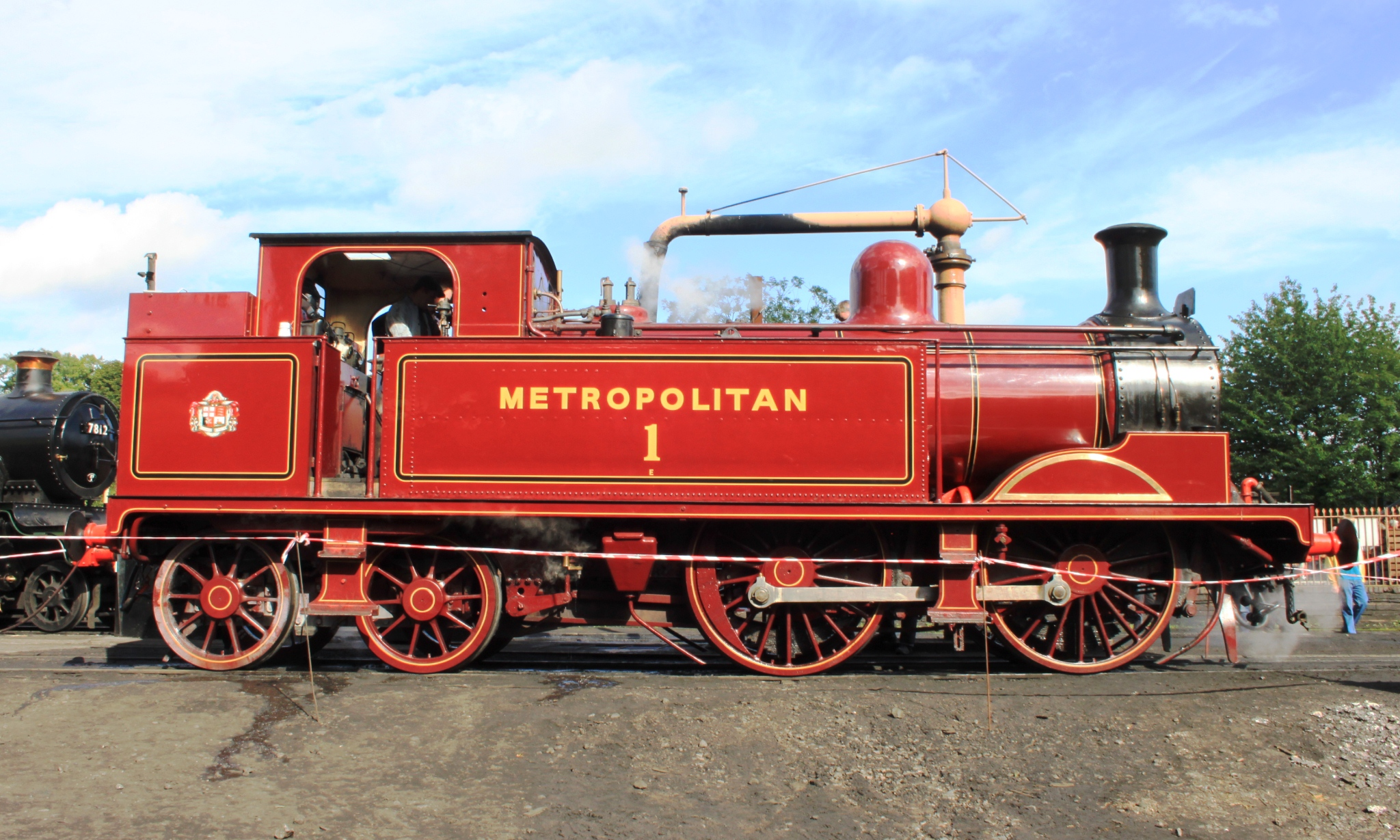
Erhaltene Lokomotive Nr. 1 der E-Klasse

LT übernahm von der Metropolitan Railway die Dampflokomotiven. Allerdings wurden die Baureihen G, H und K am 1. November 1937 an die London and North Eastern Railway übertragen, die den gesamten Güterverkehr übernahm und den Personenverkehr nordwestlich von Rickmansworth durchführte. Ab den 1940er Jahren wurden sie durch ehemalige Lokomotiven der Klasse 9N der Great Central Railway ersetzt. Diese wiederum wichen ab 1948 Lokomotiven der Klasse L1 der LNER. Zehn Jahre später folgten Lokomotiven der ehemaligen London, Midland and Scottish Railway. LT behielt elf Lokomotiven für Rangieraufgaben. Ab 1956 wurden diese durch 0-6-0-OPT-Tenderlokomotiven der früheren Great Western Railway ersetzt, die bis 1971 im Einsatz blieben. Erhalten geblieben sind zwei Dampflokomotiven der Metropolitan Railway: die A 23 (LT L45) steht im London Transport Museum, die E 1 (LT L44) ist im Besitz des Buckinghamshire Railway Centre.

### Wagen
Die Dreadnought-Wagen und die beiden Pullmanwagen der Metropolitan Railway wurden von LT für die lokbespannten Züge verwendet, die nordwestlich von Rickmansworth verkehrten. Während LT die Pullmanwagen zu Beginn des Zweiten Weltkriegs aus dem Verkehr zog, blieben die Dreadnoughts bis zur Einführung der A-Stock-Wagen im Jahr 1961 im Einsatz. Der Vintage Carriages Trust besitzt drei Dreadnought-Waggons. 1940 wurde die nicht-elektrifizierte Zweigstrecke nach Chesham auf „Autotrain“-Betrieb umgestellt, d. h. die Dampfzüge konnten von beiden Enden aus gesteuert werden, womit das zeitaufwändige Umsetzen der Lokomotiven konnte entfallen. Hierfür kamen Lokomotiven der Baureihe C13 der LNER zum Einsatz, zusammen mit Ashbury-Drehgestellwagen, die nach der Einführung des O-Stock überzählig waren. Heute verfügt die Bluebell Railway über vier Wagen von Ashbury, während ein fünfter, in Neasden gebauter Wagen im London Transport Museum ausgestellt wird.

### Triebwagen

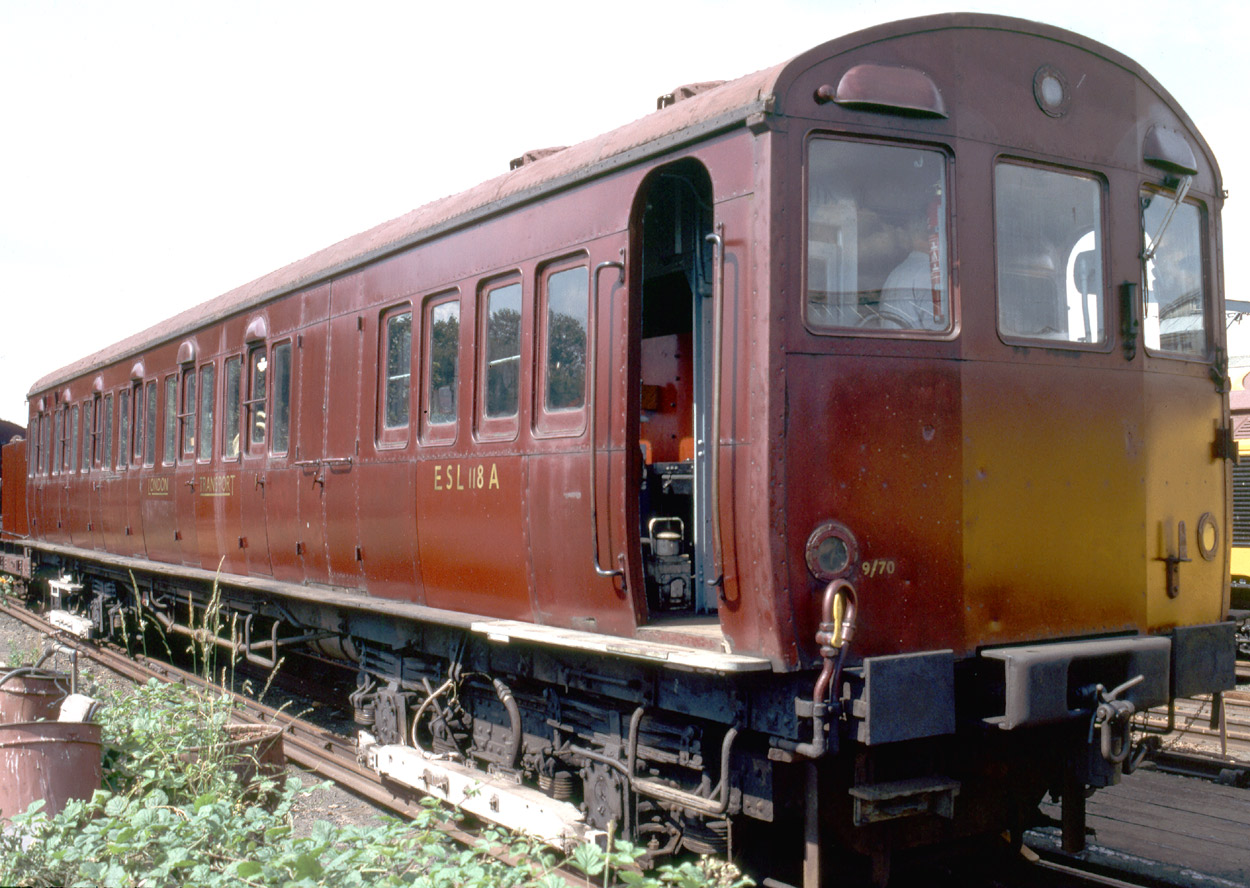
T-Stock

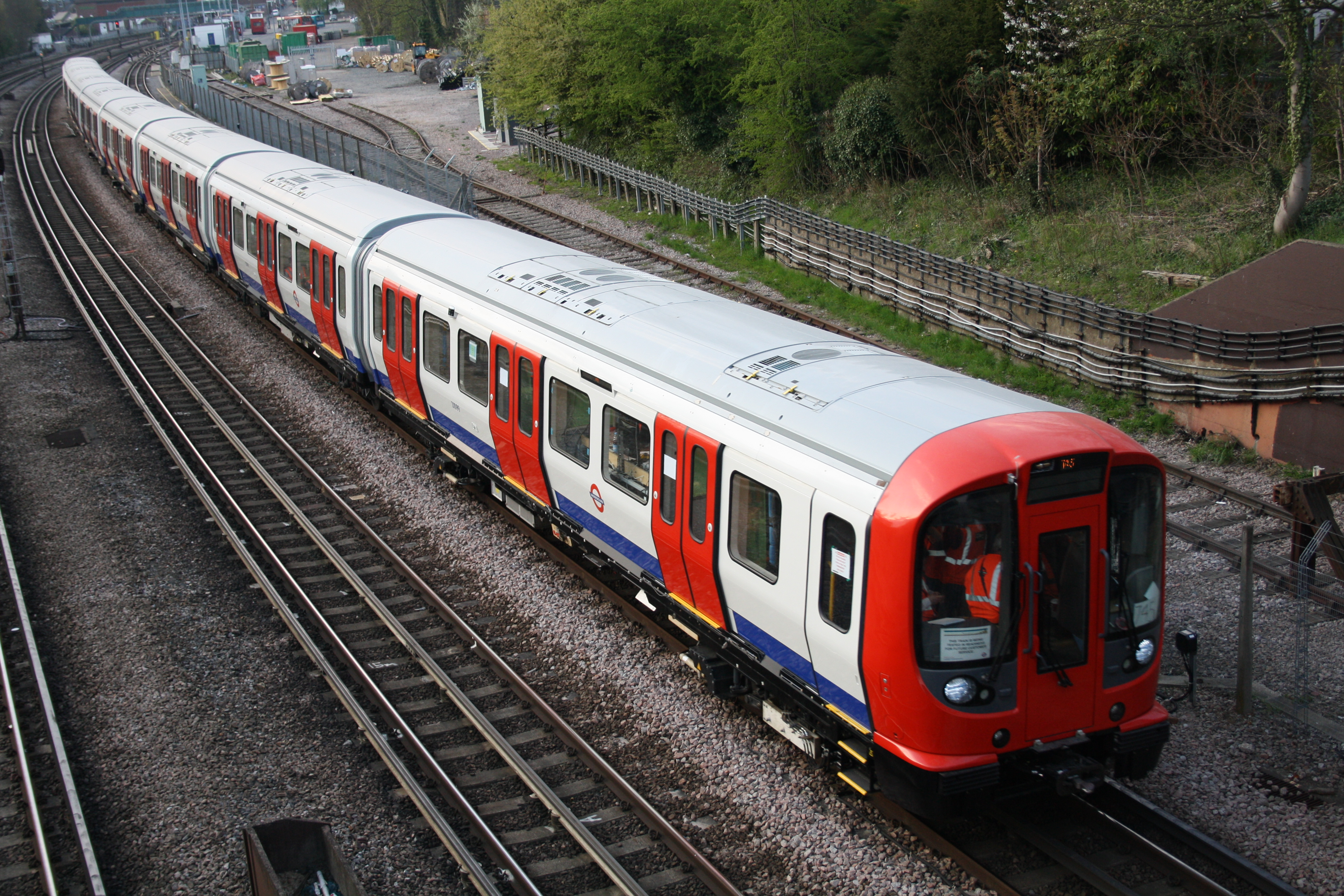
S-Stock

London Transport gelangte in den Besitz mehrerer Triebwagen der Metropolitan Railway. Von 1927 bis 1933 waren von Metropolitan Carriage and Wagon und Birmingham Railway Carriage and Wagon Company Abteiltriebwagen gebaut worden. Es handelte sich um drei nicht miteinander kuppelbare Typen mit unterschiedlichen elektrischen Ausrüstungen und Motoren. Um sie zu vereinheitlichen, wurden sie mit Westinghouse-Bremsen ausgerüstet und besser aufeinander abgestimmt. 1938 erhielten neun Acht- und zehn Sechswageneinheiten die neue Bezeichnung T Stock.
Das gemeinsame Rollmaterial von Metropolitan Railway und Great Western Railway auf der Strecke nach Hammersmith, das noch aus dem Jahr 1905 stammte, wurde durch Triebwagen der Baureihe O ersetzt. Diese verkehrten ab 1937 in Vier- oder Sechwagenzügen. Die Züge bestanden jedoch ausschließlich aus Triebwagen, was zu Problemen mit der Stromzufuhr führte, so dass ab 1938 Beiwagen beigestellt wurden. LT bestellte darüber hinaus die Baureihe P, um sämtliche noch vorhandenen Triebwagen der Metropolitan Railway zu ersetzen. Eine Kombination von Zwei- und Dreiwageneinheiten, die zu Sechs- bzw. Achtwagenzügen zusammengestellt werden konnten, gelangten ab Juli 1939 zum Einsatz. Die Bauarten O und P waren trotz fast identischer Bauweise aufgrund der unterschiedlichen elektrischen Ausrüstung nicht miteinander vielfachsteuerbar.
Die Triebwagen der Baureihe F waren in den 1920er Jahren für die District Railway gebaut worden. Mehrere dieser Wagen waren ab den 1950er Jahren für den Einsatz auf der Metropolitan Line verfügbar und verkehrten hauptsächlich nach Uxbridge oder auf der East London Line. Als 1959 das Amersham-Elektrifizierungsprogramm begann, bestellte London Transport bei Cravens in Sheffield 248 Wagen der Baureihe A60, mit denen die T-Stock-Wagen und die lokbespannten Züge ersetzt werden sollten. 1962/63 kamen 27 weitere Züge der Baureihe A62 hinzu (Ersatz für F- und P-Stock auf der Uxbridge-Strecke). 1968 bestellte London Transport 35 Sechswagenzüge der Baureihe C69.
Seit September 2012 besteht die gesamte Fahrzeugflotte der Metropolitan Line einheitlich aus Achtwagenzügen der Baureihe S, die ab September 2010 eingeführt wurden. Sie gehören zur Plattform Movia von Bombardier Transportation und verfügen über klimatisierte Fahrgasträume sowie Nutzbremsen. Die Höchstgeschwindigkeit beträgt 100 km/h. Es ist geplant, die Betriebsspannung von 630 V auf 750 V zu erhöhen.

## Zukunftspläne
Mit der Einführung der Baureihe S Stock verbunden ist die Erneuerung von Gleisen, Stromzufuhr und Signalsystemen. Dadurch soll die Kapazität bis Ende 2018 auf 27 Züge stündlich erhöht werden. In Hammersmith soll ein Kontrollzentrum für das gesamte Unterpflasternetz entstehen und ein automatisches Zugbeeinflussungssystem wird die aus den 1940er Jahren stammenden Signale ersetzen. Signale mit ATP-Zugsicherungssystem entlang den Streckenabschnitten nördlich von Harrow-on-the-Hill werden bestehen bleiben.

## Liste der Stationen
| \| \| \| \| \| \| ↑ Jubilee Line \| \| \| \| \| \| \| \| ↔ Circle Line / H&C Line \| \| \| \| \| \| \| \| \| \| \| \| \| \| \| \| Baker Street \| \| \| \| \| \| \| \| → nach Marylebone \| \| \| Regent’s Canal \| \| \| \| \| \| \| \| \| \| \| \| \| \| \| \| \| \| \| \| \| Lord’s (1868–1939) \| \| \| St. John’s Wood \| St. John’s Wood \| \| \| \| Marlborough Road (1868–1939) \| Marlborough Road (1868–1939) \| \| \| \| \| \| \| ↔ West Coast Main Line \| \| \| Swiss Cottage \| Swiss Cottage \| \| \| \| Swiss Cottage (1868–1940) \| Swiss Cottage (1868–1940) \| \| \| \| \| \| \| \| \| \| \| \| \| \| \| Finchley Road \| \| \| \| \| \| \| \| West Hampstead (1879–1940) \| \| \| ↔ North London Line \| \| \| \| \| \| \| \| \| \| \| \| \| Kilburn (1879–1940) \| \| \| \| \| \| \| \| Willesden Green (1879–1940) \| \| \| \| \| \| \| \| Dollis Hill (1909–1940) \| \| \| \| \| \| \| \| ↔ Dudding Hill Line \| \| \| (1880–1940) Neasden \| (1880–1940) Neasden \| \| \| \| → zur Dudding Hill Line \| → zur Dudding Hill Line \| \| \| \| \| \| \| → Chiltern Main Line \| \| \| Neasden Depot \| \| \| \| \| \| \| \| \| \| \| \| \| \| \| \| Brent \| \| \| \| \| \| \| \| \| \| \| \| \| Wembley Park \| \| \| Abstellanlage \| \| \| \| \| \| \| \| \| \| \| \| \| (heutige Jubilee Line) \| \| \| (1932–1939) Kingsbury \| (1932–1939) Kingsbury \| \| \| \| Preston Road (1908–1932) \| Preston Road (1908–1932) \| \| (1934–1939) Queensbury \| (1934–1939) Queensbury \| \| \| \| Preston Road (1932–) \| Preston Road (1932–) \| \| (1932–1939) Canons Park \| (1932–1939) Canons Park \| \| \| \| ↔ Watford DC Line / WCML \| ↔ Watford DC Line / WCML \| \| (1932–1939) Stanmore \| (1932–1939) Stanmore \| \| \| \| ↔ Bakerloo Line \| ↔ Bakerloo Line \| \| \| \| \| \| \| Northwick Park \| \| \| \| \| \| \| \| Harrow-on-the-Hill \| \| \| \| \| \| \| \| West Harrow \| \| \| North Harrow \| North Harrow \| \| \| \| → Piccadilly Line \| → Piccadilly Line \| \| Pinner \| Pinner \| \| \| \| Rayners Lane \| Rayners Lane \| \| Pinn \| Pinn \| \| \| \| Eastcote \| Eastcote \| \| Northwood \| Northwood \| \| \| \| Ruislip Manor \| Ruislip Manor \| \| Northwood \| Northwood \| \| \| \| Ruislip \| Ruislip \| \| Moor Park \| Moor Park \| \| \| \| ↔ Chiltern Main Line \| ↔ Chiltern Main Line \| \| River Colne \| River Colne \| \| \| \| ↔ Central Line \| ↔ Central Line \| \| Gade / Grand-Junction-Kanal \| Gade / Grand-Junction-Kanal \| \| \| \| Ickenham \| Ickenham \| \| Watford Curve \| Watford Curve \| \| \| \| Hillingdon (1923–1992) \| Hillingdon (1923–1992) \| \| Croxley \| Croxley \| \| \| \| Hillingdon (1992–) \| Hillingdon (1992–) \| \| Watford \| Watford \| \| \| \| Pinn \| Pinn \| \| Gade / Grand-Junction-Kanal \| Gade / Grand-Junction-Kanal \| \| \| \| Uxbridge (1904–1938) \| Uxbridge (1904–1938) \| \| Cassiobridge \| Cassiobridge \| \| \| \| Uxbridge Depot \| Uxbridge Depot \| \| \| \| \| \| \| Uxbridge (1938–) \| \| \| Watford Vicarage Road \| \| \| \| \| \| \| \| Watford High Street \| Watford High Street \| \| \| \| Rickmansworth \| Rickmansworth \| \| ← Watford DC Line / WCML \| ← Watford DC Line / WCML \| \| \| \| M25 \| M25 \| \| Watford Junction \| Watford Junction \| \| \| \| Chorleywood \| Chorleywood \| \| ← WCML \| ← WCML \| \| \| \| Chalfont & Latimer \| Chalfont & Latimer \| \| Chesham \| \| \| \| \| \| \| \| Amersham \| \| \| \| \| \| \| \| (1892–1961) Great Missenden \| \| \| \| \| \| \| \| (1892–1961) Wendover \| \| \| \| \| \| \| \| (1892–1961) Stoke Mandeville \| \| \| \| \| \| \| \| (1892–1893) Aylesbury \| (1892–1893) Aylesbury \| \| \| \| → nach Princes Risborough \| → nach Princes Risborough \| \| (1894–1961) Aylesbury \| \| \| \| \| \| \| \| (1897–1936) Waddesdon \| \| \| \| \| \| \| \| (1896–1948) Quainton Road \| \| \| \| \| \| \| \| (1891–1896) Quainton Road \| (1891–1896) Quainton Road \| \| \| \| → Great Central Main Line \| → Great Central Main Line \| \| \| \| \| \| \| \| \| \| (1891–1936) Granborough Road \| (1891–1936) Granborough Road \| \| \| \| Waddesdon Road (1899–1935) \| Waddesdon Road (1899–1935) \| \| (1891–1936) Winslow Road \| (1891–1936) Winslow Road \| \| \| \| Westcott (1899–1935) \| Westcott (1899–1935) \| \| ← Varsity Line nach Bletchley \| ← Varsity Line nach Bletchley \| \| \| \| ↔ Great Central Main Line \| ↔ Great Central Main Line \| \| (1891–1936) Verney Junction \| (1891–1936) Verney Junction \| \| \| \| Wotton (1899–1935) \| Wotton (1899–1935) \| \| ← Varsity Line nach Oxford \| ← Varsity Line nach Oxford \| \| \| \| ↔ Chiltern Main Line \| ↔ Chiltern Main Line \| \| \| \| \| \| \| Wood Siding (1899–1935) \| \| \| \| \| \| \| \| Brill (1899–1935) \| \| |                               |  |  |  |                              |                              |
| |                               |  |  |  | ↑ Jubilee Line               |                              |
| |                               |  |  |  | ↔ Circle Line / H&C Line     |                              |
| |                               |  |  |  |                              |                              |
| |                               |  |  |  | Baker Street                 |                              |
| |                               |  |  |  | → nach Marylebone            |                              |
| Regent’s Canal |                               |  |  |  |                              |                              |
| |                               |  |  |  |                              |                              |
| |                               |  |  |  | Lord’s (1868–1939)           |                              |
| St. John’s Wood | St. John’s Wood               |  |  |  | Marlborough Road (1868–1939) | Marlborough Road (1868–1939) |
| |                               |  |  |  | ↔ West Coast Main Line       |                              |
| Swiss Cottage | Swiss Cottage                 |  |  |  | Swiss Cottage (1868–1940)    | Swiss Cottage (1868–1940)    |
| |                               |  |  |  |                              |                              |
| |                               |  |  |  | Finchley Road                |                              |
| |                               |  |  |  | West Hampstead (1879–1940)   |                              |
| ↔ North London Line |                               |  |  |  |                              |                              |
| |                               |  |  |  | Kilburn (1879–1940)          |                              |
| |                               |  |  |  | Willesden Green (1879–1940)  |                              |
| |                               |  |  |  | Dollis Hill (1909–1940)      |                              |
| |                               |  |  |  | ↔ Dudding Hill Line          |                              |
| (1880–1940) Neasden | (1880–1940) Neasden           |  |  |  | → zur Dudding Hill Line      | → zur Dudding Hill Line      |
| |                               |  |  |  | → Chiltern Main Line         |                              |
| Neasden Depot |                               |  |  |  |                              |                              |
| |                               |  |  |  |                              |                              |
| Brent |                               |  |  |  |                              |                              |
| |                               |  |  |  | Wembley Park                 |                              |
| Abstellanlage |                               |  |  |  |                              |                              |
| |                               |  |  |  | (heutige Jubilee Line)       |                              |
| (1932–1939) Kingsbury | (1932–1939) Kingsbury         |  |  |  | Preston Road (1908–1932)     | Preston Road (1908–1932)     |
| (1934–1939) Queensbury | (1934–1939) Queensbury        |  |  |  | Preston Road (1932–)         | Preston Road (1932–)         |
| (1932–1939) Canons Park | (1932–1939) Canons Park       |  |  |  | ↔ Watford DC Line / WCML     | ↔ Watford DC Line / WCML     |
| (1932–1939) Stanmore | (1932–1939) Stanmore          |  |  |  | ↔ Bakerloo Line              | ↔ Bakerloo Line              |
| |                               |  |  |  | Northwick Park               |                              |
| |                               |  |  |  | Harrow-on-the-Hill           |                              |
| |                               |  |  |  | West Harrow                  |                              |
| North Harrow | North Harrow                  |  |  |  | → Piccadilly Line            | → Piccadilly Line            |
| Pinner | Pinner                        |  |  |  | Rayners Lane                 | Rayners Lane                 |
| Pinn | Pinn                          |  |  |  | Eastcote                     | Eastcote                     |
| Northwood | Northwood                     |  |  |  | Ruislip Manor                | Ruislip Manor                |
| Northwood | Northwood                     |  |  |  | Ruislip                      | Ruislip                      |
| Moor Park | Moor Park                     |  |  |  | ↔ Chiltern Main Line         | ↔ Chiltern Main Line         |
| River Colne | River Colne                   |  |  |  | ↔ Central Line               | ↔ Central Line               |
| Gade / Grand-Junction-Kanal | Gade / Grand-Junction-Kanal   |  |  |  | Ickenham                     | Ickenham                     |
| Watford Curve | Watford Curve                 |  |  |  | Hillingdon (1923–1992)       | Hillingdon (1923–1992)       |
| Croxley | Croxley                       |  |  |  | Hillingdon (1992–)           | Hillingdon (1992–)           |
| Watford | Watford                       |  |  |  | Pinn                         | Pinn                         |
| Gade / Grand-Junction-Kanal | Gade / Grand-Junction-Kanal   |  |  |  | Uxbridge (1904–1938)         | Uxbridge (1904–1938)         |
| Cassiobridge | Cassiobridge                  |  |  |  | Uxbridge Depot               | Uxbridge Depot               |
| |                               |  |  |  | Uxbridge (1938–)             |                              |
| Watford Vicarage Road |                               |  |  |  |                              |                              |
| Watford High Street | Watford High Street           |  |  |  | Rickmansworth                | Rickmansworth                |
| ← Watford DC Line / WCML | ← Watford DC Line / WCML      |  |  |  | M25                          | M25                          |
| Watford Junction | Watford Junction              |  |  |  | Chorleywood                  | Chorleywood                  |
| ← WCML | ← WCML                        |  |  |  | Chalfont & Latimer           | Chalfont & Latimer           |
| Chesham |                               |  |  |  |                              |                              |
| Amersham |                               |  |  |  |                              |                              |
| (1892–1961) Great Missenden |                               |  |  |  |                              |                              |
| (1892–1961) Wendover |                               |  |  |  |                              |                              |
| (1892–1961) Stoke Mandeville |                               |  |  |  |                              |                              |
| (1892–1893) Aylesbury | (1892–1893) Aylesbury         |  |  |  | → nach Princes Risborough    | → nach Princes Risborough    |
| (1894–1961) Aylesbury |                               |  |  |  |                              |                              |
| (1897–1936) Waddesdon |                               |  |  |  |                              |                              |
| (1896–1948) Quainton Road |                               |  |  |  |                              |                              |
| (1891–1896) Quainton Road | (1891–1896) Quainton Road     |  |  |  | → Great Central Main Line    | → Great Central Main Line    |
| |                               |  |  |  |                              |                              |
| (1891–1936) Granborough Road | (1891–1936) Granborough Road  |  |  |  | Waddesdon Road (1899–1935)   | Waddesdon Road (1899–1935)   |
| (1891–1936) Winslow Road | (1891–1936) Winslow Road      |  |  |  | Westcott (1899–1935)         | Westcott (1899–1935)         |
| ← Varsity Line nach Bletchley | ← Varsity Line nach Bletchley |  |  |  | ↔ Great Central Main Line    | ↔ Great Central Main Line    |
| (1891–1936) Verney Junction | (1891–1936) Verney Junction   |  |  |  | Wotton (1899–1935)           | Wotton (1899–1935)           |
| ← Varsity Line nach Oxford | ← Varsity Line nach Oxford    |  |  |  | ↔ Chiltern Main Line         | ↔ Chiltern Main Line         |
| |                               |  |  |  | Wood Siding (1899–1935)      |                              |
| |                               |  |  |  | Brill (1899–1935)            |                              |

Wegen der großen Anzahl von Zweigstrecken im Westen beginnt die Aufzählung am östlichen Ende. Sie beinhaltet auch die Stationen der heute separat betriebenen Hammersmith & City Line. Diese wurde bis 1990 als Teil der Metropolitan Line betrieben und erst danach als eigene Linie im Underground-Netzplan ausgewiesen.

### Zweigstrecke nach Barking
- Barking – erstmals bedient am 4. Mai 1936
- East Ham – erstmals bedient am 30. März 1936
- Upton Park – erstmals bedient am 30. März 1936
- Plaistow – erstmals bedient am 30. März 1936
- West Ham – erstmals bedient am 30. März 1936
- Bromley-by-Bow – erstmals bedient am 30. März 1936 als Bromley; umbenannt am 18. Mai 1967
- Bow Road – erstmals bedient am 30. März 1936
- Mile End – erstmals bedient am 30. März 1936
- Stepney Green – erstmals bedient am 30. März 1936
- Whitechapel – erstmals bedient am 3. Dezember 1906; nicht bedient vom 30. März 1913 bis 29. März 1936
- St Mary’s (Whitechapel Road) – erstmals bedient am 1. Oktober 1884; geschlossen am 30. April 1938
- Aldgate East – eröffnet am 6. Oktober 1884; geschlossen am 30. Oktober 1938 und einen Tag später am heutigen Standort wiedereröffnet

### Stammstrecke im Stadtzentrum
- Aldgate – eröffnet am 18. November 1876
- Liverpool Street – eröffnet am 1. Februar 1875 als Bishopsgate; umbenannt am 1. November 1909
- Moorgate – eröffnet am 23. Dezember 1865 als Moorgate Street; umbenannt am 24. Oktober 1924
- Barbican – eröffnet am 23. Dezember 1865 als Aldersgate Street; umbenannt in Aldersgate am 1. November 1910; umbenannt in Aldersgate & Barbican im Jahr 1923; umbenannt in Barbican am 1. Dezember 1968
- Farringdon – eröffnet am 10. Januar 1863 als Farringdon Street; geschlossen am 22. Dezember 1865 und einen Tag später am heutigen Standort wiedereröffnet; umbenannt in Farringdon & High Holborn am 26. Januar 1922; umbenannt in Farringdon am 21. April 1936
- King’s Cross St. Pancras – eröffnet am 10. Januar 1863 als King’s Cross; umbenannt im Jahr 1933, geschlossen am 9. März 1941, am heutigen Standort wiedereröffnet am 14. März 1941
- Euston Square – eröffnet als Gower Street am 10. Januar 1863; umbenannt am 1. November 1909
- Great Portland Street – eröffnet als Portland Road am 10. Januar 1863; umbenannt am 1. März 1917
- Baker Street – eröffnet am 10. Januar 1863
- Edgware Road – eröffnet am 10. Januar 1863

### Zweigstrecke nach Hammersmith
- Edgware Road
- Paddington – eröffnet als Paddington (Bishop’s Road) am 10. Januar 1863; umbenannt am 10. September 1933
- Royal Oak – eröffnet am 30. Oktober 1871
- Westbourne Park – eröffnet am 1. Februar 1866; geschlossen am 31. Oktober 1871 und einen Tag später am heutigen Standort wiedereröffnet
- Ladbroke Grove – eröffnet am 13. Juni 1864 als Notting Hill; umbenannt in Notting Hill (Ladbroke Grove) im Jahr 1880, umbenannt in Ladbroke Grove (North Kensington) im Jahr 1919, umbenannt in Ladbroke Grove im Jahr 1938
- Latimer Road – eröffnet am 16. Dezember 1868

Bei Latimer Road zweigte eine Strecke nach Kensington (Olympia) ab, wo sie Anschluss an die District Line hatte; sie wurde am 1. Juli 1864 eröffnet. Am 1. November 1869 folgte die Eröffnung der Zwischenstation Uxbridge Road. Die Zweigstrecke wurde am 19. Oktober 1940 geschlossen.
- Wood Lane (neu) – eröffnet am 12. Oktober 2008
- Wood Lane (alt) – eröffnet als Wood Lane (Exhibition) am 1. Mai 1908; geschlossen am 31. Oktober 1914, wiedereröffnet als Wood Lane (White City) am 5. Mai 1920; umbenannt in White City am 23. November 1947, geschlossen am 24. Oktober 1959
- Shepherd’s Bush Market – eröffnet am 13. Juni 1864 als Shepherd’s Bush; geschlossen am 31. März 1914 und einen Tag später am heutigen Standort wiedereröffnet, am 5. Oktober 2008 in Shepherd’s Bush Market umbenannt
- Goldhawk Road – eröffnet am 1. April 1914
- Hammersmith – eröffnet am 13. Juni 1864, geschlossen am 30. November 1868 und einen Tag später am heutigen Standort wiedereröffnet

Von 1877 bis 1906 verkehrten Züge der Metropolitan Line über die Gleise der London and South Western Railway weiter bis nach Richmond.

### Nordwestliche Stammstrecke
- Baker Street (separate Station) – eröffnet am 13. April 1868
- Lord’s – eröffnet am 13. April 1868 als St. John’s Wood Road; umbenannt in St. John’s Wood am 1. April 1925; umbenannt in Lord’s am 11. Juni 1939; geschlossen am 19. November 1939
- Marlborough Road – eröffnet am 13. April 1868; geschlossen am 19. November 1939
- Swiss Cottage – eröffnet am 13. April 1868; geschlossen am 17. August 1940
- Finchley Road – eröffnet am 30. Juni 1879
- West Hampstead – eröffnet am 30. Juni 1879; letztmals bedient am 7. Dezember 1940
- Kilburn & Brondesbury – eröffnet am 24. November 1879; letztmals bedient am 7. Dezember 1940
- Willesden Green – eröffnet am 24. November 1879; letztmals bedient am 7. Dezember 1940
- Dollis Hill – eröffnet am 1. Oktober 1909; letztmals bedient am 7. Dezember 1940
- Neasden – eröffnet am 2. August 1880 als Kingsbury & Neasden; umbenannt in Neasden & Kingsbury am 1. Januar 1910; umbenannt in Neasden am 1. Januar 1932; letztmals bedient am 7. Dezember 1940
- Wembley Park – eröffnet am 14. Oktober 1893
- Preston Road – eröffnet am 21. Mai 1908
- Northwick Park – eröffnet am 28. Juni 1923 als Northwick Park & Kenton; umbenannt am 15. März 1937
- Harrow-on-the-Hill – eröffnet am 2. August 1880 als Harrow; umbenannt am 1. Juni 1894
- North Harrow – eröffnet am 22. März 1915
- Pinner – eröffnet am 25. Mai 1885
- Northwood Hills – eröffnet am 13. November 1933
- Northwood – eröffnet am 1. September 1887
- Moor Park – eröffnet am 9. Mai 1910 als Sandy Lodge; umbenannt in Moor Park & Sandy Lodge am 18. Oktober 1923; umbenannt in Moor Park am 25. September 1950
- Rickmansworth – eröffnet am 1. September 1887
- Chorleywood – eröffnet am 8. Juli 1889
- Chalfont & Latimer – eröffnet am 8. Juli 1889 als Chalfont Road; umbenannt am 1. November 1915

- Amersham – eröffnet am 1. September 1892
- Great Missenden – eröffnet am 1. September 1892, letztmals bedient am 10. September 1961 (Übernahme durch British Rail)
- Wendover – eröffnet am 1. September 1892, letztmals bedient am 10. September 1961 (Übernahme durch British Rail)
- Stoke Mandeville – eröffnet am 1. September 1892, letztmals bedient am 10. September 1961 (Übernahme durch British Rail)
- Aylesbury – eröffnet am 1. September 1892, geschlossen am 31. Dezember 1893 und einen Tag später an neuem Standort wiedereröffnet; letztmals bedient am 10. September 1961 (Übernahme durch British Rail)
- Waddesdon – eröffnet als Waddesdon Manor am 1. Januar 1897, umbenannt am 1. Oktober 1922; geschlossen am 5. Juli 1936
- Quainton Road – eröffnet am 1. Juli 1891; geschlossen am 29. November 1896 und einen Tag später am neuen Standort wiedereröffnet; letztmals bedient am 4. Juli 1936; wieder bedient am 5. April 1943; endgültig geschlossen am 29. Mai 1948
- Granborough Road – eröffnet am 1. Juli 1891; geschlossen am 4. Juli 1936
- Winslow Road – eröffnet am 1. Juli 1891; geschlossen am 4. Juli 1936
- Verney Junction – eröffnet am 1. Juli 1891; geschlossen am 4. Juli 1936

### Zweigstrecke nach Uxbridge
- Harrow-on-the-Hill
- West Harrow – eröffnet am 17. November 1913
- Rayners Lane – eröffnet am 26. Mai 1906
- Eastcote – eröffnet am 26. Mai 1906
- Ruislip Manor – eröffnet am 5. August 1912, geschlossen am 11. Februar 1917, wiedereröffnet am 1. April 1919
- Ruislip – eröffnet am 4. Juli 1904
- Ickenham – eröffnet am 25. September 1905
- Hillingdon – eröffnet am 10. Dezember 1923; geschlossen am 5. Dezember 1992 und einen Tag später am heutigen Standort wiedereröffnet
- Uxbridge – eröffnet am 4. Juli 1904; geschlossen am 3. Dezember 1938 und einen Tag später am heutigen Standort wiedereröffnet

### Zweigstrecke nach Watford
- Moor Park
- Croxley – eröffnet am 2. November 1925 als Croxley Green; umbenannt am 23. Mai 1949
- Watford – eröffnet am 2. November 1925

### Zweigstrecke nach Chesham
- Chalfont & Latimer
- Chesham – eröffnet am 8. Juli 1889

### Zweigstrecke nach Brill
Die Metropolitan Line übernahm die Brill Tramway, eine bereits bestehende Kleinbahnstrecke zwischen Quainton Road und Brill, und baute diese um.
- Quainton Road
- Waddesdon Road – erstmals bedient am 1. Dezember 1899 als Waddesdon; umbenannt am 1. Oktober 1922; geschlossen am 30. November 1935
- Westcott – erstmals bedient am 1. Dezember 1899; geschlossen am 30. November 1935
- Wotton – erstmals bedient am 1. Dezember 1899; geschlossen am 30. November 1935
- Wood Siding – erstmals bedient am 1. Dezember 1899; geschlossen am 30. November 1935
- Brill – erstmals bedient am 1. Dezember 1899; geschlossen am 30. November 1935

Stationen zwischen Wembley Park und Stanmore siehe Jubilee Line, Stationen zwischen Aldgate und Barking siehe Hammersmith & City Line.